# Jaron Johnson
Jaron Johnson (Tyler, 5 maggio 1992) è un cestista statunitense.

## Biografia
Dopo gli anni al college trascorsi alla Louisiana Tech University, Johnson inizia la sua carriera in G-League con la maglia dei Rio Grande Valley Vipers dove si mette in luce tanto da attirare su di sé le attenzioni delle franchigie NBA. All'inizio della stagione 2015-2016, infatti, firma per i Washington Wizards (con i quali non scenderà mai in campo) prima di tornare ai Vipers, formazione con la quale rimane fino al 2017; qui viene allenato da coach Matt Brase rendendosi protagonista di due ottime annate chiuse ad altissime percentuali. Il 2017-2018 lo inizia in Israele (Ironi Nes Ziona) salvo poi trasferirsi in Francia dove rimane fino al termine della stagione 2020-2021 vestendo le canotte, nell'ordine, di Paris-Levallois, Élan Chalon e JDA Dijon. Nel 2021-2022 si trasferisce in Russia dove inizialmente gioca per Saratov (14.2 punti, 3.3 rimbalzi e 3 assist in VTB League) ma poi, nel marzo 2022, sposa la causa dell'UNICS Kazan, squadra con la quale termina la stagione. Nel 2022-2023 arriva a Varese, alla Openjobmetis, ed è protagonista di una grandissima stagione chiusa a 15.3 punti, 5.2 rimbalzi e 2.2 assist di media che lo porta, l'anno successivo, a disputare il campionato turco con la maglia del Çağdaş Bodrum Spor Kulübü.

## Carriera
Nel luglio 2022 sigla un accordo fino al 30 giugno 2023 con la Pallacanestro Varese, riunendosi con l'allenatore Matt Brase già avuto nei Rio Grande Valley Vipers.
Nel luglio 2023, terminata la stagione a Varese, disputa la post season con i Gigantes de Carolina nel campionato portoricano.
Nell'agosto 2023 approda nel campionato turco, firmando per il Çağdaş Bodrumspor.
Nel luglio 2024 si accorda siglando un accordo annuale per la stagione 2024-2025 con i tedeschi del Niners Chemnitz, salvo poi rescindere il 22 ottobre dello stesso anno, per fare ritorno in Italia, nella Pallacanestro Varese, dove aveva già militato nella stagione 2022-23.

## Statistiche

### College
| Anno      | Squadra       | PG | PT | MP   | TC%  | 3P%  | TL%  | RP  | AP  | PRP | SP  | PP  |
| --------- | ------------- | -- | -- | ---- | ---- | ---- | ---- | --- | --- | --- | --- | --- |
| 2012-2013 | L.T. Bulldogs | 34 | 0  | 15,1 | 42,3 | 28,9 | 76,5 | 2,9 | 0,3 | 0,3 | 0,2 | 4,6 |
| 2013-2014 | L.T. Bulldogs | 37 | 18 | 21,5 | 50,9 | 31,6 | 71,3 | 3,5 | 0,7 | 0,6 | 0,3 | 9,1 |
| Carriera  | Carriera      | 71 | 18 | 18,4 | 47,9 | 30,8 | 73,0 | 3,3 | 0,5 | 0,5 | 0,3 | 7,0 |

### G League
| Anno      | Squadra       | PG  | PT | MP   | TC%  | 3P%  | TL%  | RP  | AP  | PRP | SP  | PP   |
| --------- | ------------- | --- | -- | ---- | ---- | ---- | ---- | --- | --- | --- | --- | ---- |
| 2014-2015 | R.G.V. Vipers | 50  | 38 | 29,8 | 47,9 | 37,5 | 74,6 | 4,5 | 1,7 | 0,7 | 0,6 | 15,2 |
| 2015-2016 | R.G.V. Vipers | 50  | 50 | 36,4 | 43,5 | 34,9 | 75,3 | 5,4 | 3,1 | 1,1 | 0,4 | 18,2 |
| 2016-2017 | R.G.V. Vipers | 13  | 0  | 23,8 | 45,6 | 44,8 | 62,5 | 2,8 | 1,2 | 0,8 | 0,2 | 12,5 |
| Carriera  | Carriera      | 113 | 88 | 32,1 | 45,5 | 37,3 | 74,6 | 4,7 | 2,3 | 0,9 | 0,5 | 16,2 |